# Guy Thys Award
De Guy Thys Award of BFC Pro Award is een onderscheiding van de Koninklijke Belgische Voetbalbond (KBVB) en de BFC Pro. Deze prijs werd in 2011 voor het eerst uitgereikt en is genoemd naar gewezen bondscoach Guy Thys. De Guy Thys Award wordt overhandigd aan een Belgische trainer die door zijn gedrag en opstelling een bijdrage leverde aan het beroepsimago. Ariël Jacobs mocht als eerste de trofee in ontvangst nemen. De huidige laureaat is Felice Mazzù. Een coach kan de Guy Thys Award slechts één keer winnen.

## Winnaars
| Jaar | Winnaar             | Club              |
| ---- | ------------------- | ----------------- |
| 2011 | Ariël Jacobs        | RSC Anderlecht    |
| 2012 | Michel Preud'homme  | Al Shabab         |
| 2013 | Peter Maes          | KSC Lokeren       |
| 2014 | Francky Dury        | SV Zulte Waregem  |
| 2015 | Hein Vanhaezebrouck | KAA Gent          |
| 2016 | niet uitgereikt     | niet uitgereikt   |
| 2017 | niet uitgereikt     | niet uitgereikt   |
| 2018 | niet uitgereikt     | niet uitgereikt   |
| 2019 | niet uitgereikt     | niet uitgereikt   |
| 2020 | niet uitgereikt     | niet uitgereikt   |
| 2021 | niet uitgereikt     | niet uitgereikt   |
| 2022 | Felice Mazzù        | Union Sint-Gillis |
| 2023 | niet uitgereikt     | niet uitgereikt   |
| 2024 | niet uitgereikt     | niet uitgereikt   |